# Schulzendorf
Schulzendorf ist eine Gemeinde im brandenburgischen Landkreis Dahme-Spreewald am Stadtrand von Berlin.

## Geografie
Die Gemeinde Schulzendorf liegt am südöstlichen Stadtrand Berlins. Nordöstlich liegen Eichwalde und Berlin-Schmöckwitz, im Westen die Gemeinde Schönefeld (Ortsteil Waltersdorf) und südöstlich Zeuthen. Westlich von Schulzendorf liegt der Flughafen Berlin Brandenburg (BER).

## Gemeindegliederung
Schulzendorf hat keine amtlich ausgewiesenen Ortsteile oder bewohnten Gemeindeteile. Als Wohnplätze sind Neuschulzendorf und Siedlung Eichberg ausgewiesen.
Die Gemeinde besteht aus vier unterschiedlichen Siedlungskörpern:
- dem alten Dorfkern Alt-Schulzendorf, an dem jedoch keine weitere Siedlungsentwicklung stattfand und der deshalb eine gut erhaltene, von – inzwischen geschützten – Freiflächen umgebene märkische Dorfanlage darstellt,
- der Siedlung Eichberg im Norden, die nahtlos in die Nachbargemeinde Eichwalde übergeht,
- der Siedlung Schulzendorf-Mitte zwischen Ernst-Thälmann-Straße und Ebbegraben, und
- der Siedlung Neu-Schulzendorf im Südosten, die ohne erkennbare Grenze in die Bebauung der Gemeinde Zeuthen übergeht.

Es gibt keinen gewachsenen oder künstlich geschaffenen Ortskern. Die Gemeindeverwaltung hat ihren Sitz seit 2010 im neuen Rathaus im Ortszentrum.

## Geschichte

### 14. und 15. Jahrhundert
Der Ort wurde erstmals 1375 im Landbuch Karls IV. als Schultendorpp und Scultendorf urkundlich erwähnt, wurde aber vermutlich bereits zuvor von Askaniern besiedelt. Schutendorpp umfasste zu dieser Zeit 47 Hufe, davon waren vier für den Pfarrer bestimmt und weitere 12 Freihufe eines Heinrich Reichenbachs. Jeder Bauer musste ihm vier Scheffel Roggen, vier Scheffel Hafer als Pacht sowie zwei Schillinge an Zins  sowie neun Pfennig als Bede leisten. Reichenbach besaß weiterhin das Kirchenpatronat, so dass es – in Verbindung mit den Pfarrhufen – zu dieser Zeit bereits eine einfache Holzkirche gegeben haben muss. Sie wurde vermutlich im 13. oder 14. Jahrhundert durch eine Feldsteinkirche ersetzt. Zu den genannten Einnahmen kamen zwei Schillinge, die die acht Kötter entrichten mussten sowie zehn Schillinge Einnahmen durch den Krug. 1414 kam der Ort in den Besitz der Familie Bardeleben und von dort um 1450 an die Familie Storkow über das Dorf und 33 wüste Hufen. In einem Schloßregister aus dem Jahr 1450 sind 55 Hufen ausgewiesen, vermutlich einschließlich der Kötter. In dieser Zeit erschien auch erstmals die Schreibweise Schultendorff, die sich 1624 in Schultzendorff und 1775 in Schulzendorf veränderte. Dem Pfarrer standen nach wie vor vier Hufen zu. 1451 erschien erstmals ein Hirte. Um 1480 gelangte Schulzendorf bis nach 1507 an die Familie Diricke über das Dorf.

### 16. und 17. Jahrhundert
Im Jahr 1507 übergab die Familie Diricke Schulzendorf mit allen Rechten an Otto Britzke, der es vor 1542 an die Familie von Kahlenberg weitergab. Sie hielten es auch bis in den Dreißigjährigen Krieg. 1625 lebten im Ort acht Hufner, sechs Kötter und ein Schäfer. Eine eigene Schmiede gab es noch nicht; bei Bedarf kam ein Laufschmied vorbei. Die Gemarkung war 35 Hufen groß, hinzu kamen zwölf Herrschaftshufen. Von den Bauernhufen ging eine Hufe ab, die von der Familie von Kahlenberg 1622 freigewilligt wurde. Nach dem Krieg lebten im Ort lediglich noch sechs Bauern und zwei Söhne. Die von Kahlenbergs hatten mittlerweile den Rittersitz 1648 wiederverkaufsweise an die Familie von Rochow abgetreten, die es 1692 an Frau von Gersdorf (verwitwete von Pfuel) weitergaben. Von dort erhielt 1698 die Familie von der Liepe als Vormund der von Kahlenberg das Wiederverkaufsrecht. Sie wurden mit dem Rittergut belehnt. Dieser bestand neben dem Rittersitz aus einem Brauhaus, einer Scheune, Ställen, Gärten und einer Meierei. Das Gut war 35 schossbare Hufen groß, davon war eine freigewilligt. Das Rittergut war 14 Hufen groß, hinzu kam eine Kirchhufe sowie vier Pfarrhufen. Die Bewohner besaßen die Schäfereigerechtigkeit. Es gab ein Hirtenhaus mit Garten, acht Hausleute, darunter ein Zimmermann, ein Stuthirt, ein Leineweber, zwei Küster und zwei Witwen.

### 18. Jahrhundert

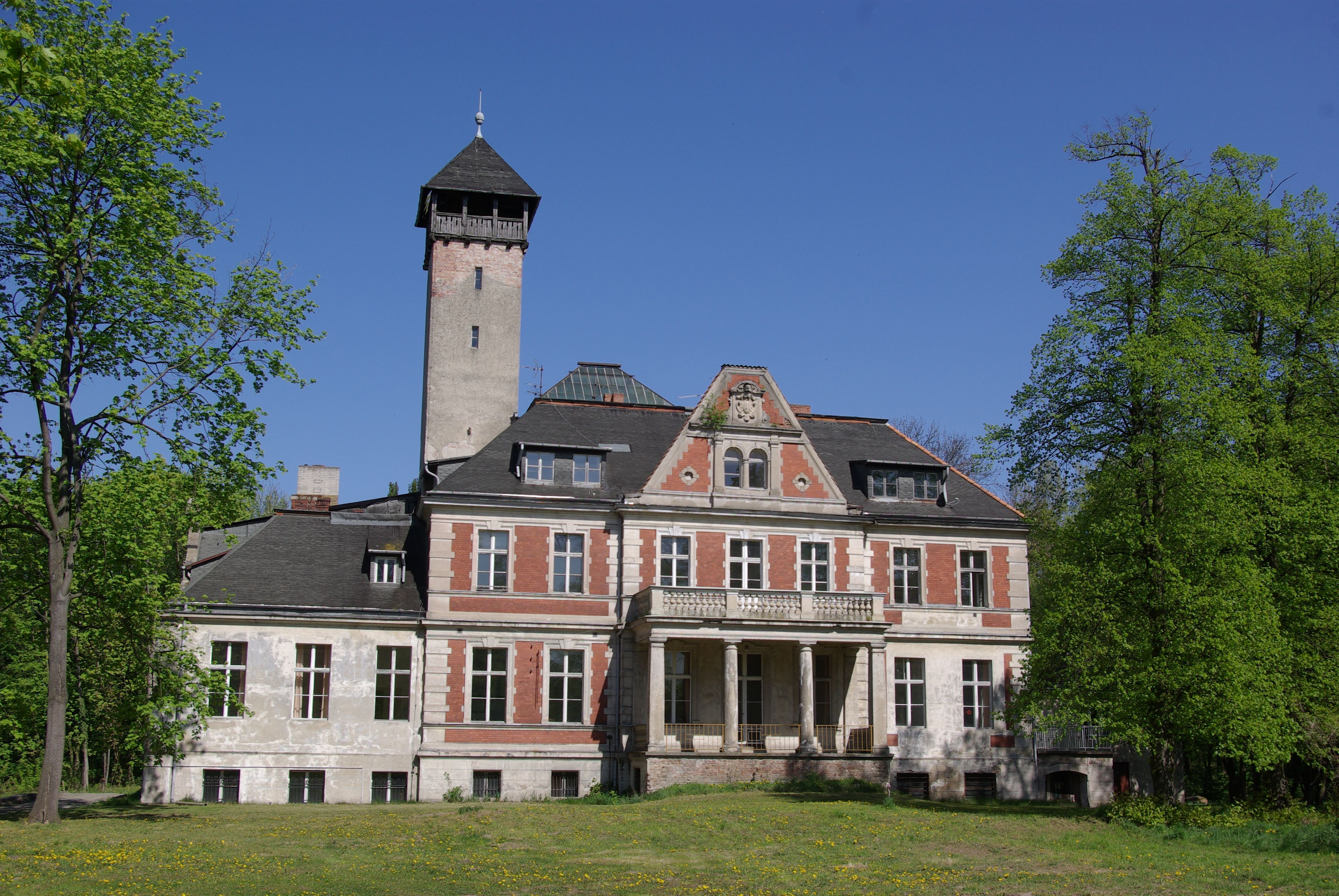
Schloss Schulzendorf

Im Jahr 1711 lebten in Schulzendorf fünf Hufner, vier Kötter, ein Hirte, ein Schmied, ein Schäfer sowie ein großer und ein kleiner Knecht. Sie gaben für die 34 Hufen ja acht Groschen. Von 1718 bis 1812 befand sich der Ort im Besitz des Hauses Hohenzollern. In dieser Zeit lebten 1745 im Ort sechs Bauern und fünf Kötter. Es gab ein Forsthaus sowie eine Windmühle und außerhalb des Dorfes eine Schäferei. Im Jahr 1771 standen im Ort zehn Giebel (=Wohnhäuser). Es gab einen Schmied, einen Hirten, vier paar Hausleute, einen Schäfer, einen Großknecht sowie einen Kleinknecht. 1773 erschien erstmals eine private Windmühle.

### 19. Jahrhundert

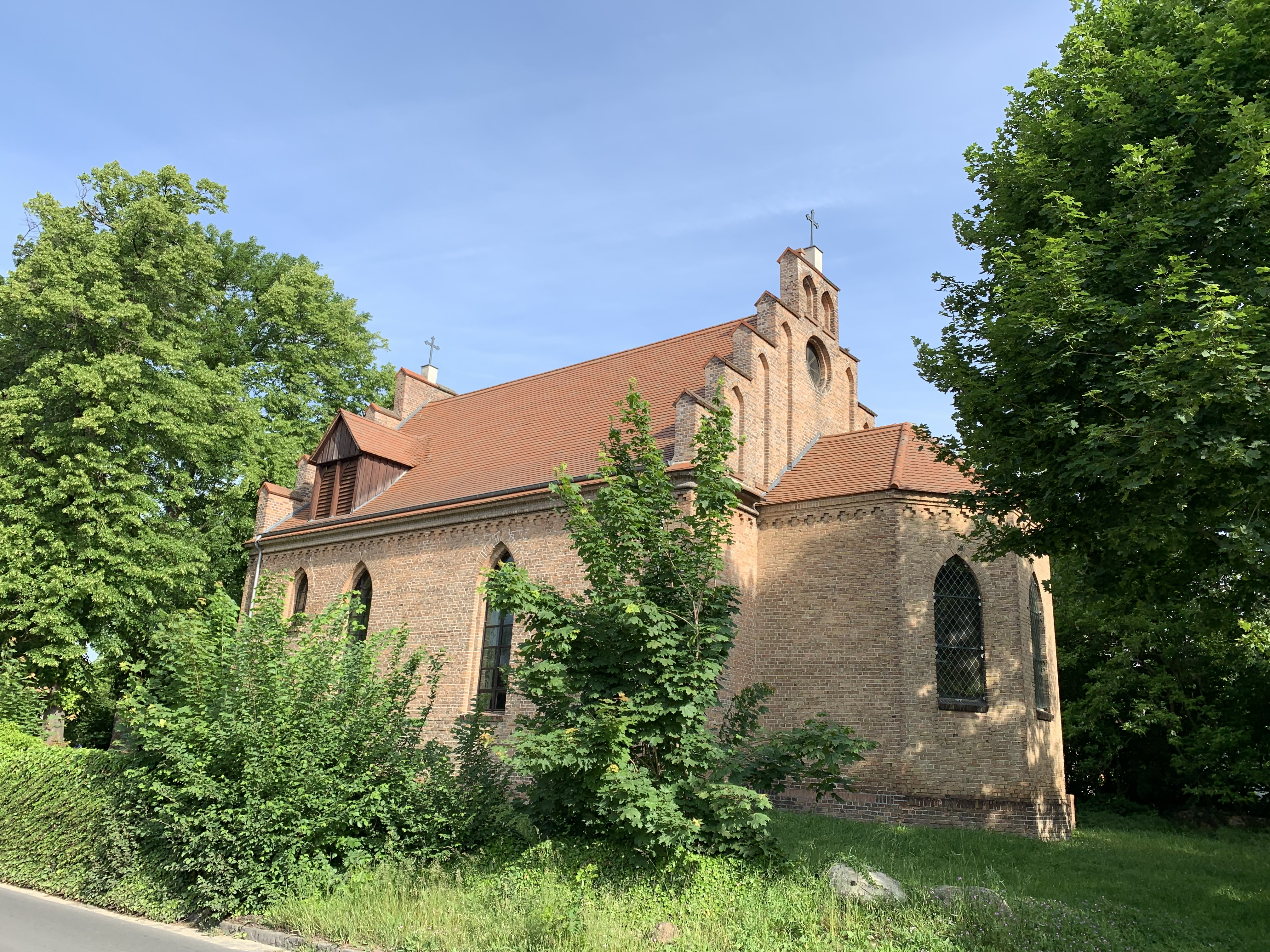
Dorfkirche Schulzendorf

1801 war der Ort auf sechs Ganzbauern, fünf Ganzkötter und vier Einlieger angewachsen. Es gab eine Windmühle sowie ein amtliches Vorwerk; Schulzendorf bestand aus 34 Feuerstellen (=Haushalte). Aus dieser Zeit ist im Jahr 1805 auch erstmals die Bezeichnung Schulzendorf überliefert. Um Schulden zu begleichen, verkaufte das Haus Hohenzollern den Ort 1812 für 31.586 Taler an den preußischen Staatsminister Freiherr von der Reck. 1858 errichteten Handwerker ein erstes Schulgebäude, 1865 bis 1866 die Patronatskirche Schulzendorf. 1858 bestanden im Dorf und Rittergut 13 Hof- und Gutseigentümer, die 35 Knechte und Mägde sowie zwölf Tagelöhner beschäftigten. Hinzu kamen vier nebengewerbliche Landwirte und sechs Arbeiter. Es gab 14 Bediente und 17 Besitzungen. Das Rittergut war mit 1304 Morgen mit Abstand am größten. Elf weitere Höfe waren zwischen 30 und 300 Morgen groß (zusammen 1724 Morgen), drei weitere zwischen fünf und 30 Morgen (zusammen 84 Morgen) und zwei zusammen zwei Morgen groß. Im Ort lebten ein Schuhmachermeister, ein Schneidermeister, ein Zimmermannslehrling, ein Dachdeckergeselle und ein Armer. 1860 bestanden im Dort sowie im Forsthaus zwei öffentliche, 18 Wohn- und 37 Wirtschaftsgebäude, darunter eine Getreidemühle. Im Gut bestanden neun Wohn- und 17 Wirtschaftsgebäude sowie der Schutzbezirk und Forstaufseherhaus im Anschluss an das Dorf. Im Gutsbezirk Königs Wusterhausener Forst gab es weiterhin je ein Wohn- und ein Wirtschaftsgebäude. 1888 erwarb Moritz Israel das Rittergut. Er errichtete 1889 ein Herrenhaus im Stil der Neorenaissance. Zwei Jahre später verschenkte er zur Hochzeit an dessen Sohn Richard und seine Frau Bianca Cohn.

### 20. Jahrhundert
Anfang des 20. Jahrhunderts begannen Bauern damit, ihre Ländereien zu parzellieren. Sie verkauften die Grundstücke an Interessenten vorzugsweise aus Berlin, die sich in Schulzendorf niederlassen oder dort ein Wochenendhaus errichten lassen wollten. Im Zuge dieser Besiedelung entschloss sich auch der Besitzer des Rittergutes Schulzendorf, Richard Israel, zu einem teilweisen Verkauf seiner Grundstücke. So entstand der Wohnplatz Neuschulzendorf. Weitere Neubauten entstanden insbesondere in Mitte und Eichberg; das historische Altdorf wurde immer weniger stark frequentiert. Die Anzahl der Gebäude hingegen stieg von 25 Häusern im Dorf und fünf Im Gut auf insgesamt 174 Wohnhäuser im Jahr 1931. 1911 erhielt das Rittergut einen Anschluss an den elektrischen Strom sowie an eine zentrale Trinkwasserversorgung. Im Jahr 1928 wurde der Gutsbezirk Schulzendorf mit der Gemeinde vereinigt. 1932 bestand sie neben der Gemeinde aus den Wohnplätzen Eichberg, Kolonie Neu Schulzendorf, Forsthaus Schulzendorf und Schulzendorfer Schäfereivorwerk.
In der Zeit des Nationalsozialismus wurde die Familie Israel gezwungen, das Rittergut zu verlassen. Einige Mitglieder der Familie wurden deportiert. Nach dem Ende des Zweiten Weltkrieges wurden 133 Hektar enteignet und 79 neu aufgeteilt. 28 Bauern erhielten zusammen drei Hektar, vier Bauern zusammen sechs Hektar und neu Bauern zusammen 70 Hektar. Die zunehmende Zersiedelung führt auch dazu, dass die Kirchengemeinde in den Jahren 1951/1952 die Kreuzkirche Schulzendorf errichten ließ. Sieben Bauern schlossen sich 1955 zu einer LPG vom Typ I mit 49 Hektar zusammen, die 1957 in eine LPG Typ III umgewandelt wurde. 1960 gab es die LPG Typ III mit mittlerweile 40 Mitgliedern und 311 Hektar Fläche. Sie wurde 1971 mit de LPG Waltersdorf zur LPG Schulzendorf-Waltersdorf vereinigt. 1973 gab es im Ort den VEB Innenbaukunst Eichwalde mit Werk Schulzendorf sowie die bereits genannte LPG.
1979 schloss die Patronatskirche; ihre Orgel wurde 1979 in die Kreuzkirche gebracht. 1999 gründete sich ein Förderverein, der sich seit dieser Zeit um die Patronatskirche sowie die Rekonstruktion des historischen Dorfangers kümmert. Im Jahr 2000 feierte der Ort sein 625-jähriges Bestehen.

## Bevölkerungsentwicklung
| Jahr | Einwohner |
| ---- | --------- |
| 1875 | 0 253     |
| 1890 | 0 265     |
| 1910 | 0 322     |
| 1925 | 0 761     |
| 1933 | 4 102     |
| 1939 | 7 508     |

| Jahr | Einwohner |
| ---- | --------- |
| 1946 | 7 738     |
| 1950 | 8 052     |
| 1964 | 7 285     |
| 1971 | 7 303     |
| 1981 | 6 573     |
| 1985 | 6 264     |

| Jahr | Einwohner |
| ---- | --------- |
| 1990 | 5 810     |
| 1995 | 5 850     |
| 2000 | 7 004     |
| 2005 | 7 499     |
| 2010 | 7 706     |
| 2015 | 7 872     |

| Jahr | Einwohner |
| ---- | --------- |
| 2020 | 8 945     |
| 2021 | 9 327     |
| 2022 | 9 341     |
| 2023 | 9 430     |
| 2024 | 9 562     |

Gebietsstand des jeweiligen Jahres, Einwohnerzahl: Stand 31. Dezember (ab 1991), ab 2011 auf Basis des Zensus 2011, ab 2022 auf Basis des Zensus 2022

## Politik

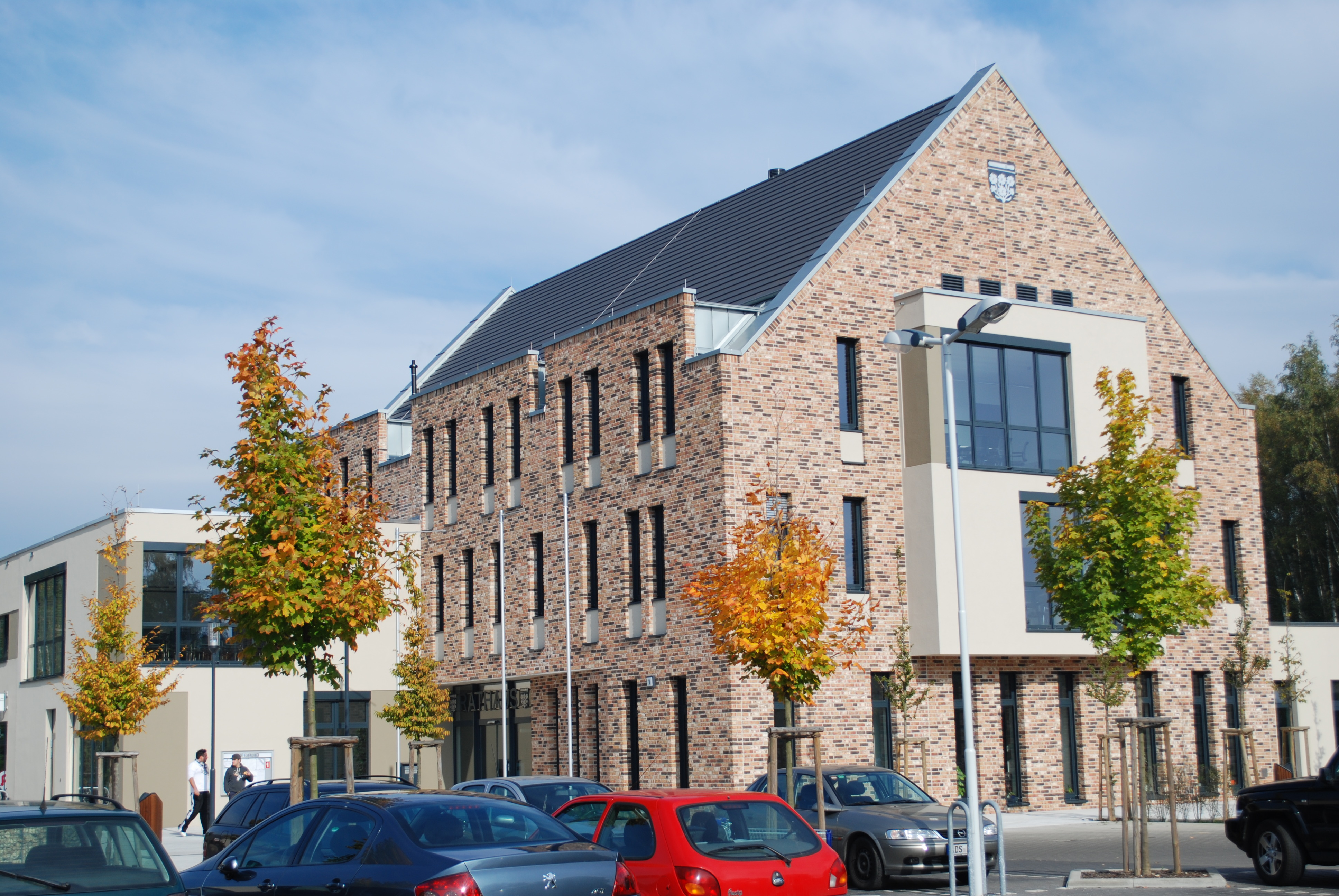
Rathaus

### Gemeindevertretung
Die Gemeindevertretung von Schulzendorf besteht aus 18 Gemeindevertretern und dem hauptamtlichen Bürgermeister. Die Kommunalwahl am 9. Juni 2024 führte bei einer Wahlbeteiligung von 69,6 % zu folgendem Ergebnis:
| Partei / Wählergruppe        | Stimmenanteil 2019 | Sitze 2019 |        | Stimmenanteil 2024 | Sitze 2024 |
| ---------------------------- | ------------------ | ---------- | ------ | ------------------ | ---------- |
| AfD                          | 15,7 %             | 3          | 21,4 % | 4                  |            |
| SPD                          | 16,0 %             | 3          | 19,3 % | 3                  |            |
| CDU                          | 14,0 %             | 3          | 17,7 % | 3                  |            |
| BürgerBündnis freier Wähler  | 09,2 %             | 2          | 11,8 % | 2                  |            |
| Gemeinsam für Schulzendorf   | –                  | –          | 09,9 % | 2                  |            |
| Die Linke                    | 19,4 %             | 3          | 09,4 % | 2                  |            |
| Bündnis 90/Die Grünen        | 16,3 %             | 3          | 07,4 % | 1                  |            |
| FDP                          | 04,4 %             | 1          | 03,1 % | 1                  |            |
| Einzelbewerber Frank Knuffke | 02,8 %             | –          | –      | –                  |            |
| Einzelbewerber Peter Schulze | 02,2 %             | –          | –      | –                  |            |
| Insgesamt                    | 100 %              | 18         | 100 %  | 18                 |            |

### Bürgermeister
- 1990–1991: Günter Deppe (CDU)[13]
- 1991–1994: Scharf[14]
- 1994–2010: Herbert Burmeister (Die Linke)
- seit 2010: Markus Mücke (parteilos)

Mücke wurde in der Bürgermeisterstichwahl am 11. Oktober 2009 zum neuen Bürgermeister gewählt. Er wurde in der Stichwahl am 15. Oktober 2017 mit 53,7 % der gültigen Stimmen in seinem Amt bestätigt. Seine Amtszeit beträgt acht Jahre.

### Wappen
Das Wappen wurde am 12. Oktober 1995 genehmigt.
Blasonierung: „Unter grünem Schildhaupt, belegt mit einem silbernen Schulzenstab, ein grüner Malvenzweig mit vier (3:1) roten Blüten.“
Die Gemeinde Schulzendorf wählte für ihr Wappen mit dem Schulzenstab ein redendes Symbol, das im Sinne des heraldischen Pars-pro-toto-Prinzips auf den Ortsnamen Bezug nimmt. Die stilisierte Malvenpflanze steht mit ihren vier Blüten für die gewachsene Struktur des Ortes mit vier Siedlungsteilen. Das Altdorf wurde durch die Anordnung der Blüten symbolisch als Ausgangspunkt dieser Entwicklung dargestellt. Die Malvenblüten versinnbildlichen den Charakter der Gemeinde als Gartenstadt vor den Toren Berlins. Die Malve (Malva sylvestris), eine bis zu 120 Zentimeter hohe ausdauernde Staude, kommt sowohl im Garten als auch in freier Flur vor und symbolisiert damit zusätzlich die Einbettung der Gemeinde in die märkische Landschaft.

### Flagge
Die Flagge der Gemeinde zeigt Streifen in den Farben Grün–Weiß mit Wappen. Das Wappen ist unmittelbar in der Mitte der Flagge aufgelegt.

### Partnergemeinden
Der Prager Stadtteil Vinoř (im 19. Bezirk) liegt an der nordöstlichen Stadtgrenze der tschechischen Hauptstadt und hat etwa 3000 Einwohner. Er ist seit 2007 Partnergemeinde von Schulzendorf.
2009 wurde eine weitere Partnerschaft mit der polnischen Kleinstadt Kargowa begründet. Der Schulzendorfer Bürgermeister Markus Mücke wurde 2017 zum Ehrenbürger von Kargowa ernannt.

## Sehenswürdigkeiten

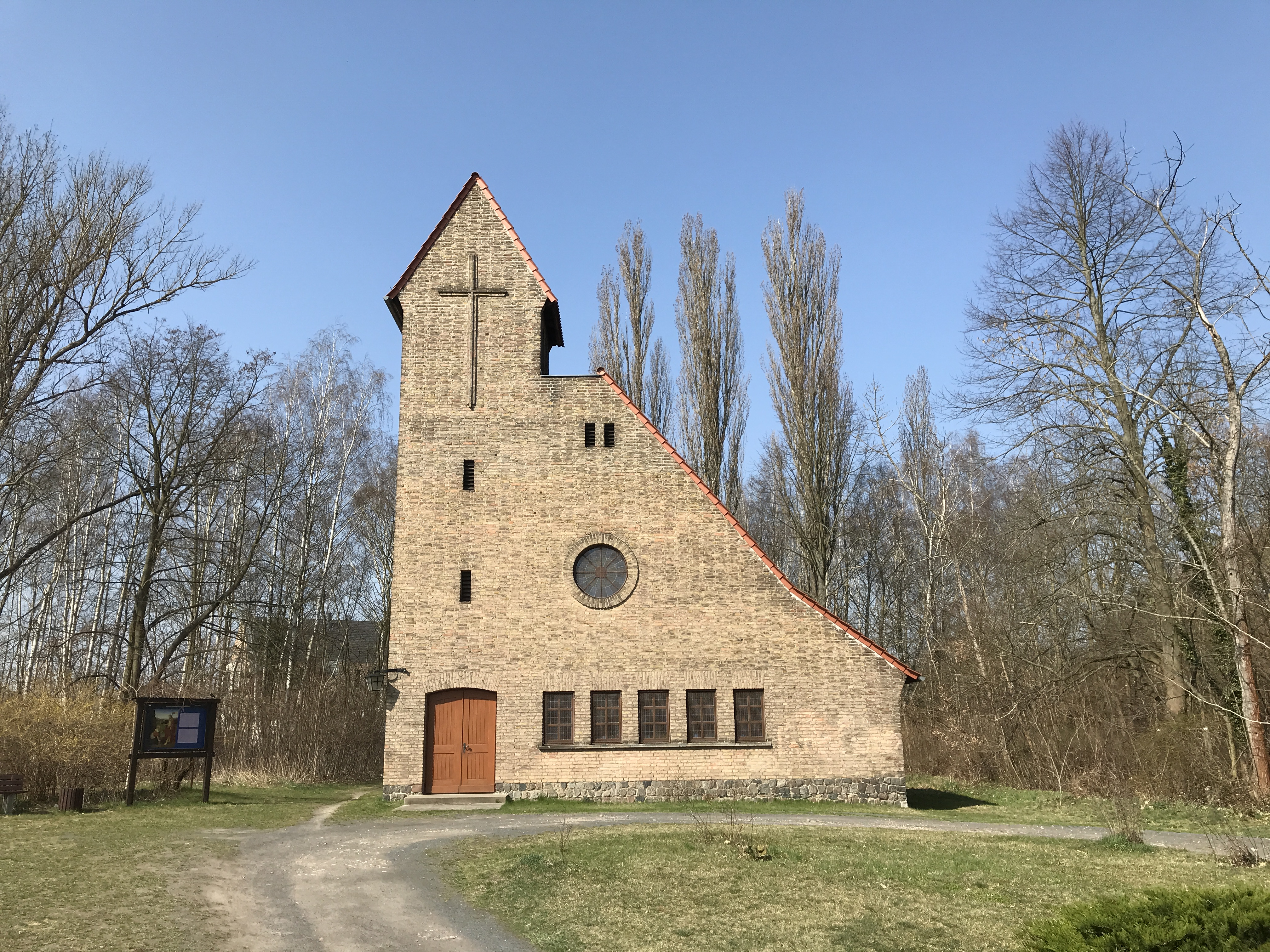
Kreuzkirche

In den Listen der Baudenkmale in Schulzendorf und der Bodendenkmale in Schulzendorf sind die jeweiligen Kulturdenkmale aufgeführt.
- Schloss Schulzendorf, ehemaliges Gutshaus, einer der Hauptdrehorte für die Mini-Serie „Das Damengambit“. In der Serie ist es ein in den Vereinigten Staaten liegendes Waisenhaus für Mädchen, in welchem die Protagonistin aufwächst.[19] Das Schloss wurde auch in Das Quartett verwendet.[20]
- Dorfkirche
- Kreuzkirche (Saalkirche aus dem Jahr 1952), im Innern steht unter anderem eine Orgel aus der Patronatskirche in Alt-Schulzendorf
- Gedenkstein von 1982 zu Ehren der Widerstandskämpfer gegen den Nationalsozialismus vor dem ehemaligen Rathaus in der Otto-Krien-Straße. Der Gedenkstein wurde 2012 umgesetzt und restauriert, er steht jetzt vor der Sport- und Mehrzweckhalle Schulzendorf in der Walther-Rathenau-Straße.
- Naturschutzgebiet Flutgrabenaue Waltersdorf südwestlich von Schulzendorf

## Wirtschaft und Infrastruktur

### Verkehr
Die Bundesautobahnen A 113 und A 117 verlaufen unmittelbar westlich bzw. nordwestlich des Gemeindegebietes. Die nächstgelegene Anschlussstelle ist Waltersdorf an der A 117.
Die Ernst-Thälmann-Straße, die Miersdorfer Straße und die Dorfstraße/Waltersdorfer Chaussee sind als Kreisstraßen ausgewiesen. Die Dahlwitzer Straße an der südlichen Gemeindegrenze ist Teil der brandenburgischen Landesstraße L 402 zwischen Dahlewitz und Zeuthen.
Der nächstgelegene Anschluss an den Schienenverkehr ist der S-Bahnhof Eichwalde an der Bahnstrecke Berlin Warschauer Straße–Königs Wusterhausen, der auch die Schulzendorfer Siedlung Eichberg erschließt.
1931 wurde in Schulzendorf mit dem Busunternehmen Dahmetal erstmals ein Linienverkehr mit Bussen eingerichtet.

### Bildung
Es gibt eine Grundschule im Ort, die 2007 in ihr neues Haus umgezogen ist. Die nächsten Gymnasien befinden sich in Eichwalde, Wildau, Schönefeld und in Königs Wusterhausen. In Zeuthen gibt es eine Gesamtschule mit gymnasialer Oberstufe.

## Persönlichkeiten

### Söhne und Töchter der Gemeinde
- Ingeborg Friebel (1925–1978), Kinderbuchillustratorin
- Volker Fadinger (* 1941), Althistoriker
- Helga Porsch (1943–2010), Dokumentarfilmregisseurin

### Persönlichkeiten, die mit der Gemeinde in Verbindung stehen oder standen
- Elisabeth Jeske (1921– 2002), Mosaikkünstlerin, Ehrenbürgerin Schulzendorfs
- Heinrich Jungebloedt (1894–1976), Mosaikkünstler
- Nadja Klinger (* 1965), Journalistin und Buchautorin; wuchs in Schulzendorf auf
- Helmut Mencke (1944–2018), Mosaikkünstler
- Alfred Mühr (1903–1981),  Journalist und Schriftsteller; lebte bis 1946 in Schulzendorf
- Olaf Kretschmann (* 1969) und Marco Birkner (* 1969), Musiker, gründeten 1987 mit der Electric Beat Crew die erste und einzige englischsprachige Hip-Hop-Gruppe der DDR;[23] beide in Schulzendorf aufgewachsen